# Equiti Leste
Equiti Leste (Ekiti East) é uma área de governo local do estado de Equiti, Nigéria. Sua sede fica na cidade de Omuô Equiti.
Possui uma área de 1.072 km² e uma população de 138.340 no censo de 2006.
O código postal da área é 370.